# 1620 en arts plastiques
| Années des arts plastiques : 1617 - 1618 - 1619 - 1620 - 1621 - 1622 - 1623    |
| Décennies des arts plastiques : 1590 - 1600 - 1610 - 1620 - 1630 - 1640 - 1650 |

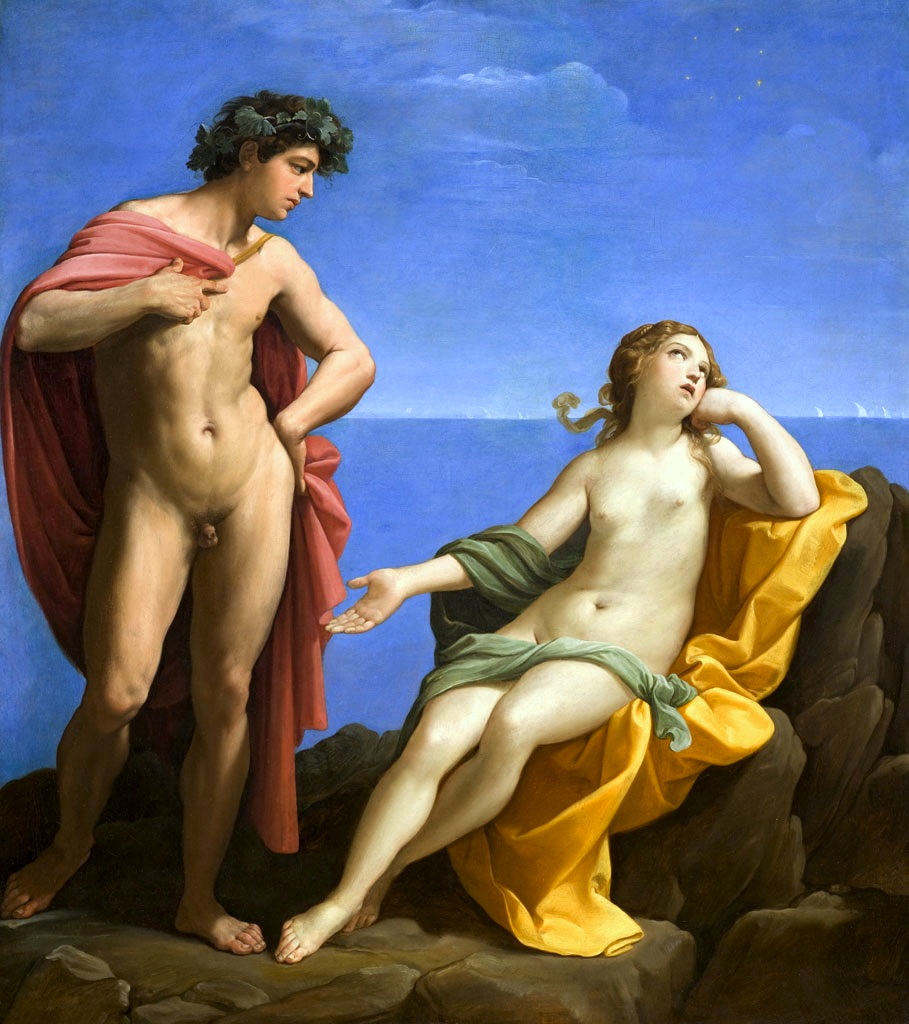
Bacchus et Ariane, par Guido Reni.

Cette page concerne l'année 1620 en arts plastiques.

## Œuvres
- La Vénérable Mère Jerónima de la Fuente, huile sur toile de Diego Vélasquez (Musée du Prado)
- Pentecôte, huile sur toile de Guillaume-Ernest Grève (Collégiale Saint-Agricol d'Avignon)

## Naissances
- 1er octobre : Nicolaes Berchem, peintre, dessinateur et graveur néerlandais († 18 février 1683),
- 16 octobre : Pierre Puget, sculpteur, dessinateur, peintre et architecte français († 2 décembre 1694),
- 20 octobre : Albert Cuyp, peintre de paysages, de marines, d'animaux, de natures mortes et portraitiste néerlandais († 15 novembre 1691),
- ? :
  - Clemente Bocciardo, peintre italien († 1658),
  - Louis II Lerambert, peintre et sculpteur français († 15 juin 1670),
  - Goury Nikitine, peintre russe († 1691),
  - Jan Jansz van de Velde III, peintre néerlandais († 10 juillet 1662),
- Vers 1620 :
  - Abraham van Beijeren, peintre néerlandais († 1690),
  - Giovanni Battista Bonacina, peintre baroque italien et graveur († ? ),
  - Martinus Saagmolen, peintre d'histoire néerlandais († 1er novembre 1669),
  - Hendrik van Schuylenburgh, peintre néerlandais († 1689),
  - Isaac Willaerts, peintre de marine néerlandais († 24 juin 1693),
  - Pieter de Zeelander, peintre hollandais spécialisé dans les paysages marins († après 1650).

## Décès
- 16 février : Carlo Saraceni, peintre italien (° 1579),
- 7 septembre : Antoine de Succa, militaire, dessinateur et peintre flamand (° vers 1567),
- 6 décembre : Antonio Viviani, peintre italien (° 1560),

- ? :
  - Antonio Circignani, peintre maniériste italien (° 1560),
  - Li Shida, peintre chinois (° 1550),

- Vers 1620 :
  - Johann Wolfgang Aveman, peintre et dessinateur néerlandais (° 1583),
  - Aurelio Bonelli, compositeur, organiste et peintre italien (° vers 1569),
  - Johannes Wierix, graveur et peintre et miniaturiste flamand (° 1549),

- Après 1620 :
- Giuseppe Agelio, peintre baroque italien (° 1570).